# Lubové
Lubové (zastarale také Balubové nebo Baluba – předpona ba- označuje množné číslo) jsou příslušníci bantuské etnické skupiny, žijící převážně v jižní části Demokratické republiky Kongo. Počet Lubů se odhaduje na zhruba třináct milionů: jsou nejpočetnějším etnikem v Kongu a tvoří okolo 18 % obyvatelstva země. Část Lubů žije také v příhraničních oblastech Zambie a Angoly nebo rozptýleně po světě. Etnikum se dělí na tři hlavní podskupiny: Luba-Lulua (zvaná také Luba-Kasai), Luba-Katanga a Luba-Hemba. Hovoří lubskými jazyky, mezi něž patří Kaonde, Kete, Kanyok, Sanga, Zela a Bangubangu.
Obývají lesnaté savany okolo řek Luapula a Lomami. Za jejich pravlast je pokládána proláklina Upemba, v níž byly nalezeny doklady osídlení z 5. století. Roku 1585 byla založena Lubská říše, jeden z nejvýznamnějších předkoloniálních států střední Afriky, který bohatl z vývozu soli a palmového oleje i vyspělé metalurgie: železné a měděné výrobky prodával do dalekého okolí. Stát měl výrazně centralizovanou strukturu a ideologicky se opíral o posvátnou osobu vládce, klíčovou roli hrála tajná společnost bambudye. Ve svém vrcholném období měl stát okolo milionu obyvatel. Království se dostalo do krize od sedmdesátých let 19. století, kdy na jeho území drancovali Tippu Tipovi otrokáři, a roku 1889 se Lubové dostali do područí Svobodného státu Kongo. V dobách nestability, které následovaly po vyhlášení konžské nezávislosti, usilovala část Lubů o vytvoření vlastního státu v Katanze.
Lubové se živí pěstováním manioku, prosa a kukuřice, lovem a rybolovem. Jsou zruční řezbáři, vytvářející pozoruhodná díla ze dřeva i slonoviny. Známé jsou obřadní masky, pamětní desky lukasa i náčelnická sedátka či podhlavníky v podobě karyatid. Bohatá je také ústní slovesnost, v níž hraje klíčovou roli epos o národním hrdinovi jménem Ilunga Mbili. 

Tradiční kmenové náboženství vyznává nejvyššího boha stvořitele Kabezya-Mpungu (existuje i mýtus o stvoření světa) a nejvyšší ze stvořených bytostí jménem Lizy. V nadpřirozeném světě žijí bankambové (duchové předků) a bavidyové (další nelidští duchové). Pokud člověk prožije mravně a morálně dobrý život, připojí se po smrti k předkům bankambo. 

Náboženský život obsahuje společné i osobní modlitby, společný zpěv, tanec, oběti a přechodové rituály. Přechodové rituály a bohoslužby řídí kněží nazývaní nsengha nebo také kitobo. Kromě kněží působí také ngangové (náboženští zasvěcenci), mfwintshiové (léčitelé) a lubokové (věštci). Nábožemství nezahrnuje pouze rituální život, ale také mravní zásady. 

V moderní době se většina Lubů hlásí ke křesťanství (v množství denominací) a přibližně desetiprocentní menšina k sunnitskému islámu. Mnoho z nich však nadále ctí tradiční náboženství předků. Mezi Luby se lze běžně setkat s vícečetnou náboženskou identitou i synkretismem různých projevů.